# 19e cérémonie des American Film Institute Awards
La 19e cérémonie des American Film Institute Awards (AFI Awards), décernés par l'American Film Institute, récompense les dix meilleurs films sortis et les dix meilleures séries télévisées diffusées en 2018.

## Palmarès
Sauf indication contraire, les informations proviennent du site officiel de AFI

### Les 10 films récompensés
- Black Panther
- BlacKkKlansman : J'ai infiltré le Ku Klux Klan
- Eighth Grade
- La Favorite
- Sur le chemin de la rédemption
- Green Book : Sur les routes du sud
- Si Beale Street pouvait parler
- Le Retour de Mary Poppins
- Sans un bruit
- A Star Is Born

### Les 10 séries récompensées
- The Americans
- American Crime Story Saison 2 : The Assassination of Gianni Versace
- Atlanta
- Barry (liste des récompenses)
- Better Call Saul
- La Méthode Kominsky
- Mme Maisel, femme fabuleuse
- Pose
- Succession
- This Is Us